# Congreso liberal de San Luis
El Congreso liberal de San Luis fue una reunión de clubes liberales durante 1901 en el Estado de San Luis Potosí para organizar acciones contra el reeleccionismo de Porfirio Díaz.

## Antecedentes
Luego de reelegirse en 1884, 1888, 1892 y 1896, se difundieron rumores de que Díaz abandonaría la presidencia en 1900. Sin embargo, el presidente Díaz no estaba dispuesto a dejar el cargo, por lo que aprovechó la división entre Limantour y Reyes para proseguir con su campaña política. Así, el general Porfirio Díaz se postuló nuevamente a las elecciones de 1900, y salió electo en un período que duraría hasta 1904.

## Congreso
Para celebrar el aniversario de la Constitución de 1857, se reunieron entre el 5 y 11 de febrero de 1901, 49 clubes liberales de 14 estados con 57 delegados. La reunión tuvo lugar en el Teatro de la Paz. La convocatoria para reunirse fue publicada por Camilo Arriaga el 31 de agosto de 1900.

## Resoluciones
De los acuerdos que generaron durante este congreso se destacan:
- Creación de un partido liberal.
- Propagar los principios liberales.
- Combatir la influencia del Clero.
- Obtener justicia en el país.
- Asegurar derechos ciudadanos.
- Libertad Municipal.